# Allocnemis flavipennis
Allocnemis flavipennis – gatunek ważki z rodziny pióronogowatych (Platycnemididae). Występuje w Afryce Zachodniej – od Sierra Leone i Gwinei do Togo, prawdopodobnie także jeszcze dalej na wschód – do Nigerii i Kamerunu.